# Romero Britto
Romero Britto (Recife, 6 ottobre 1963) è un artista, pittore, scultore e serigrafo brasiliano neo-pop.
Le sue opere presentano elementi di cubismo, pop art e graffiti. Egli ha dipinto anche molte sculture 

## Carriera e popolarità
Stabilitosi a Miami, Britto ha lavorato per strada a Coconut Grove, diventando famoso nella comunità.  Ha realizzato i ritratti di Roger Federer, Dustin Hoffman, Arnold Schwarzenegger, Michael Jordan, Gloria Estefan, Andre Agassi, Eileen Guggenheim, David Rockefeller del senatore Ted Kennedy e di moltissimi altri personaggi del mondo del business, della politica e dello spettacolo.
Britto si è affermato sulla scena artistica internazionale sin dal 1989, quando ha ricevuto da Absolut l'incarico di disegnare l'etichetta della bottiglia per una campagna pubblicitaria. Subito dopo la campagna per Absolut, lo stile bizzarro, da cartoni animati, di Britto è stato richiesto dalle grandi società per realizzare grandi murales, sculture e loghi di prodotti in tutto il mondo. Recentemente ha ricevuto commissioni da società come Disney ed Evian.
Britto ha avuto la nomina di Ambasciatore delle Arti dello Stato della Florida. Nel 2004 la sua scultura Welcome, la scultura in alluminio più grande del mondo, è stata esposta nella stazione di Dadeland a Miami.
La scultura monumentale di Romero ha inaugurato il quarantesimo anniversario del Montreux Jazz Festival. Il ritratto del leggendario commerciante d'arte e fondatore dell'Art Basel, Ernst Beyeler, adesso è esposto nella Fondation Beyeler, il museo svizzero che ospita anche le opere di Klee, Cézanne, Picasso, Monet, Matisse e Giacometti.
Le opere di Britto sono apparse in numerose pubblicazioni in tutto il mondo. Britto non si limita alla pittura su tela, ma ha disegnato anche loghi, mobili e costumi. Recentemente ha disegnato i costumi per il Super Bowl XLVI.

## Opere principali
Opere commissionate da grandi società:
- The Earth Train Grand Marnier
- BMW
- Pepsi
- Royal Caribbean
- Swiss Bank
- Apple Computers
- IBM
- Absolut Vodka Logo Design, su images.google.com.ec.
- Disney (JPG), su popartuk.com. URL consultato l'11 giugno 2008 (archiviato dall'url originale il 12 ottobre 2007).
- Volvo Car Design (JPG), su volvoclub.org.uk. URL consultato l'11 giugno 2008 (archiviato dall'url originale il 1º dicembre 2006).
- Hurricane Katrine Logo Advertising Archiviato il 14 ottobre 2007 in Internet Archive. *

## Opere in mostra
Negli USA, in Europa e in Giappone
- The Mariner of the Seas Royal Caribbean
- Bean Man Governor's Mansion, Tallahassee
- California Gold California Winery Associates California
- The Nurse American Red Cross Headquarters, Washington
- Welcome Monumental Sculpture for Dadeland North Station, Miami
- Confetti Mayfair Galleria Mall, Coconut Grove, Florida
- In the Air US AIR Frequent Flyer's Club, Palm Beach
- Paradise City of Miami Beach, City Hall
- The Ultimate Kid Strong Memorial Hospital New York
- Kiss & London Teen Grove Isle Yacht & Tennis Club, Coconut Grove
- Michel Roux Carillon Importers Headquarters, Teaneck
- Growing as a Child St. Christopher's Hospital for Children, Philadelphia
- Star Art Star Art Foundation, Coral Gables, Florida
- Our Guardian Angel Jackson Memorial Hospital Mural Miami, Florida
- Mural Miami Children's Museum, Miami
- One People--One Planet The Tae Jon International Exposition, Korea
- Medallion Swedish Wine & Spirits Corp. Svezia
- Absolut Britto II, ABSOLUT Vodka Headquarters, Stoccolma, Svezia
- Dance of Hearts Ormond Street Children's Hospital, Inghilterra
- Mural Pernambuco Catholic University, Recife, Brasile
- " Inaugurata la mostra di Britto" Primo evento del gemellaggio con Miami" (Italy) Margherita di Savoia agosto 2011